# Kościół Wniebowzięcia Najświętszej Maryi Panny w Woli Osowińskiej
Kościół Wniebowzięcia Najświętszej Maryi Panny w Woli Osowińskiej – rzymskokatolicki kościół w Woli Osowińskiej, który jest świątynią Parafii Narodzenia Najświętszej Maryi Panny w Woli Osowińskiej.

## Historia
Kościół parafialny murowany w stylu neogotyckim został pobudowany w latach 1854–1856 w dobrach dziedzicznych Feliksa i Ludwiki Nowodworskich małżonków Jaźwińskich. W dniu 7 września 1856 roku został poświęcony przez ks. bp. Józefa Twarowskiego - ówczesnego Administratora Diecezji Podlaskiej, tym samym przekazany został na użytek religijny nie samych fundatorów tylko, lecz i okolicznej ludności i obsługiwanej od początku przez księży kapelanów powoływanych przez Władzę Diecezjalną, zadecydował na podstawie prawa kanonicznego i obowiązujących podówczas przepisów prawa państwowego, że kaplica ta przestała być własnością prywatną i przeszła, jako rzecz Bogu ofiarowana pod całkowitą jurysdykcję Władzy Kościelnej.
W 1930 roku mieszkańcy Woli Osowińskiej i okolic wystąpili z prośbą do bp. Henryka Przeździeckiego - ówczesnego księdza biskupa ordynariusza diecezji siedleckiej o utworzenie parafii Narodzenia Najświętszej Maryi Panny w Woli Osowińskiej. Ksiądz biskup rozpatrzył wniosek pozytywnie i z dniem 8 września 1930 roku erygował parafię NNMP w Woli Osowińskiej przy kościele WNMP w Woli Osowińskiej, oraz ustanowił proboszczem ks. Romana Ryczkowskiego. W 1931 za działaniem ks. Romana Ryczkowskiego - ówczesnego proboszcza, na placu parafialnym została wybudowana plebania oraz budynki gospodarcze. W 1934 roku trzeci ksiądz parafii - Zdzisław Rybak ogrodził płotem hektar ziemi wokół kościoła. W latach 1952–1967, gdy proboszczem jest ks. Edward Skolimowski pobudowana zostaje nowa plebania, obora, stodoła, przybudówka przy Kościele (zakrystia), parkan murowany pomiędzy plebanią a kościołem z cegły cementowej, ogradza on również cmentarz grzebalny. W 1988 roku proboszczem zostaje ks. Jan Madej. W latach 1990–1994 działaniem ks. Madeja rozbudowany zostaje kościół, uporządkowany cmentarz grzebalny oraz ogrodzony plac kościelny. 6 lipca 1997 roku kościół zostaje konsekrowany przez ks. bp. Henryka Tomasika - ówczesnego biskupa pomocniczego diecezji siedleckiej. W 2003 roku staraniem ks. Jerzego Kalickiego - proboszcza parafii, plac kościelny zostaje utwardzony kostką. W 2008 roku od wschodniej strony parku zostaje wymienione ogrodzenie z drewnianego na metalowe. Od 2011 roku w kościele są relikwie św. Jana Pawła II.

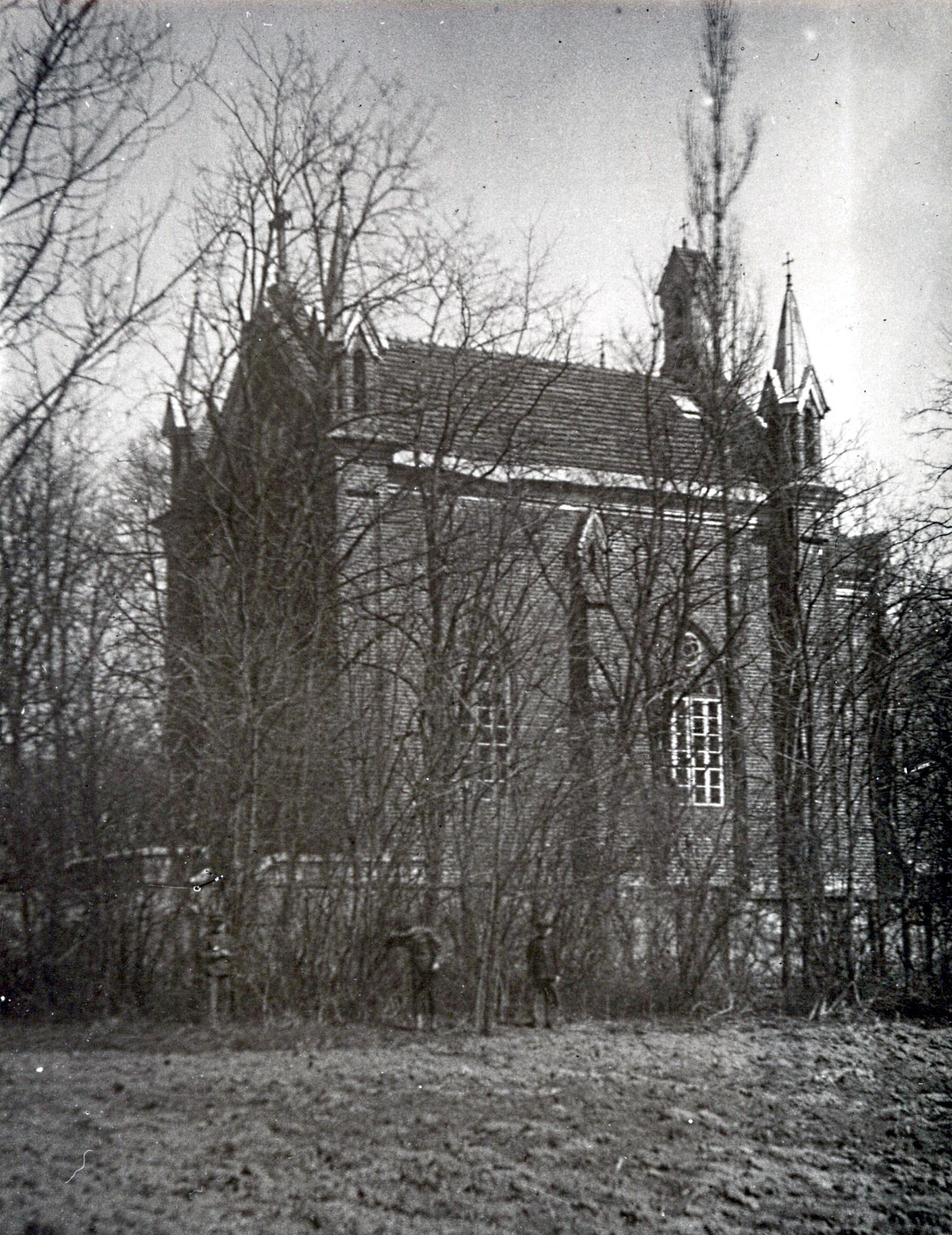
Kaplica Wniebowzięcia NMP w Woli Osowińskiej w 1930 roku
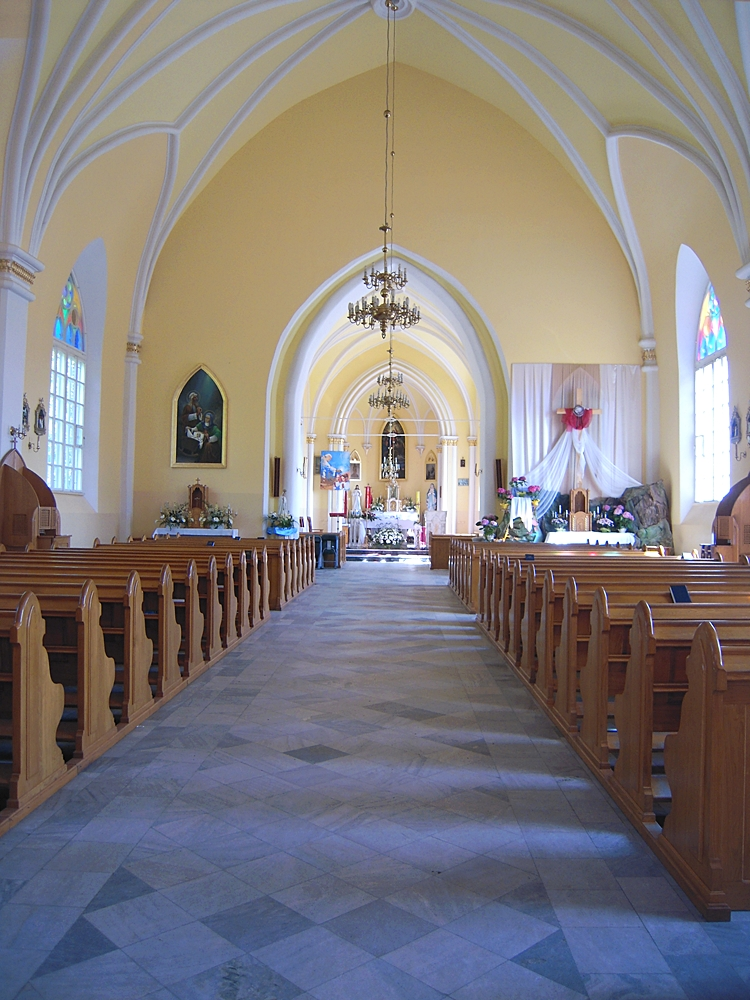
Wnętrze Kościoła Wniebowzięcia NMP w Woli Osowińskiej